# 陳世賢
陈世贤，字卓人，福建福清人，清政治人物、進士出身。
雍正七年，福建鄉試中舉。雍正八年（1730年）庚戌科進士，三甲第四十三名，官至户部贵州司员外郎。